# Богдан Микошинський
Богдан Микошинський (бл. серед. XVI ст. — після 1596) — український державний і військовий діяч. Гетьман Війська Запорозького (1586, 1594 рр.). Також дипломат, учасник антиосманської коаліції імператора Священної Римської імперії.
Був дуже популярний серед козаків (обирався двічі).

## Життєпис
Перша згадка (1586) про Богдана Микошинського пов'язана з боротьбою козаків проти татар на дніпровських переправах — у травні лист гетьмана Микошинського до Каспара Підвисоцького: гетьман через підготовку орди до походу в Україну вимагав негайного повернення на Січ. 1 червня 1586 року відбив спробу кримського війська, очолюваного кримським ханом Ісламом Ґіреєм переправитися через Дніпро на Таволжанській переправі, для походу на Річ Посполиту.
У червні 1594 р. запорожці на чолі з Богданом Микошинським впродовж кількох днів стримували переправу кримського війська, очолюваного ханом Ґазі Ґіреєм, через Дніпро біля Очакова, але після підходу османської флотилії змушені були відступити. У липні того ж року Микошинський на Базавлуцькій Січі вів переговори з послом імператора Священної Римської імперії Рудольфа II Габсбурга − Еріхом Лясотою щодо участі козаків у протистоянні натиску Османської імперії в Європі.

## Вшанування пам'яті
У місті Нікополь вулицю Терську перейменували на вулицю Гетьмана Богдана Микошинського.